# Serra das Almas (Uruguai)

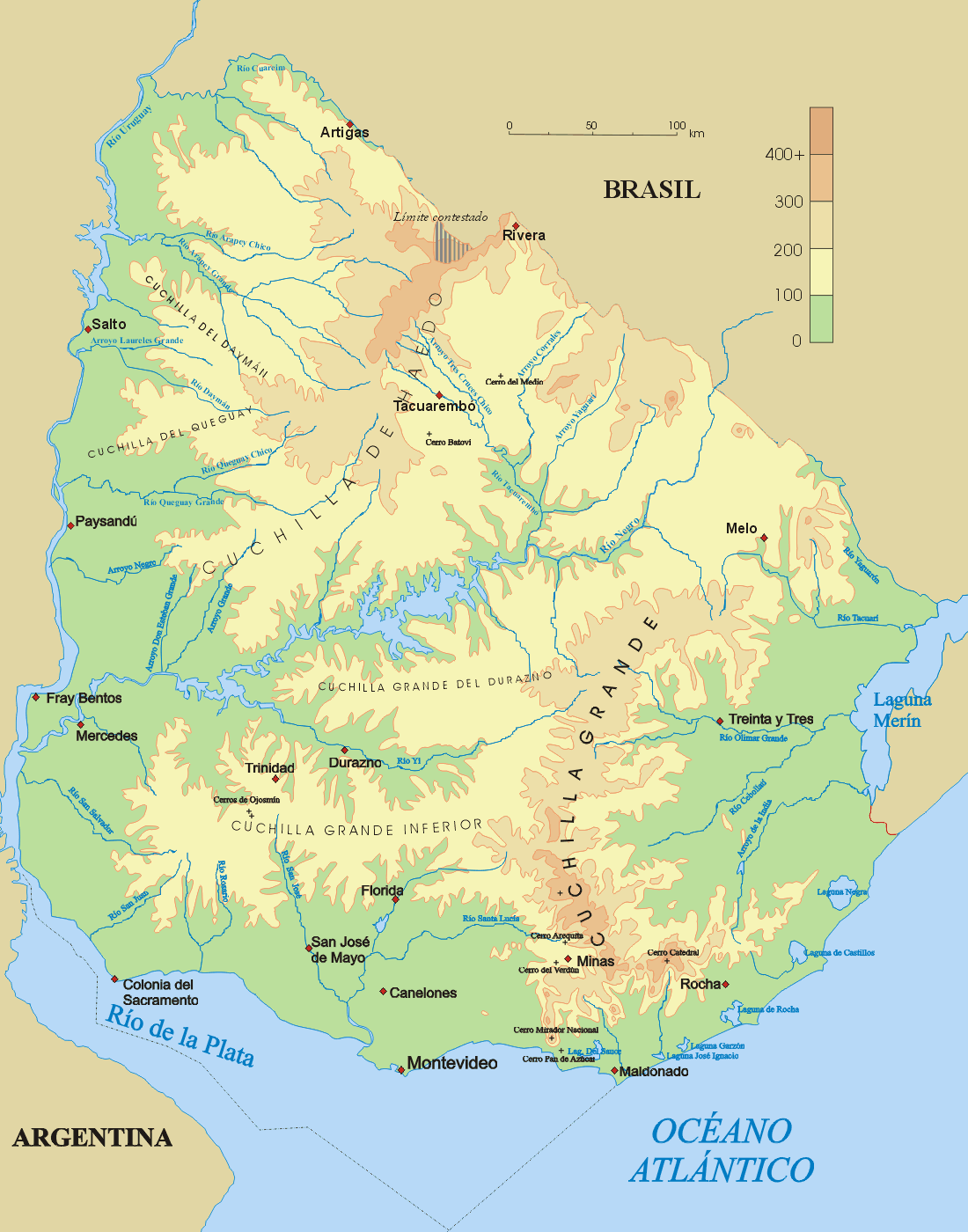
Mapa topográfico do Uruguai

Serra das Almas (espanhol:Sierra de las Ánimas) é uma cordilheira situada no sul do Departamento de Maldonado, sul do Uruguai.
Esta cordillera possui o segundo ponto mais alto do Uruguai, um morro chamado Cerro de las Ánimas, com 501 metros de altitude.